# Grupo ACS
Actividades de Construcción y Servicios, S. A. (IBEX 35: ACS), más conocida como ACS o Grupo ACS, es una empresa constructora española. Está presente en distintos sectores económicos a través de empresas participadas, como Hochtief, CIMIC Group, Turner y Servicios Industriales Cobra. Su presidente e impulsor desde sus orígenes es Florentino Pérez que, con un grupo de ingenieros, compró primero Construcción Padrós y luego OCISA.

## Historia

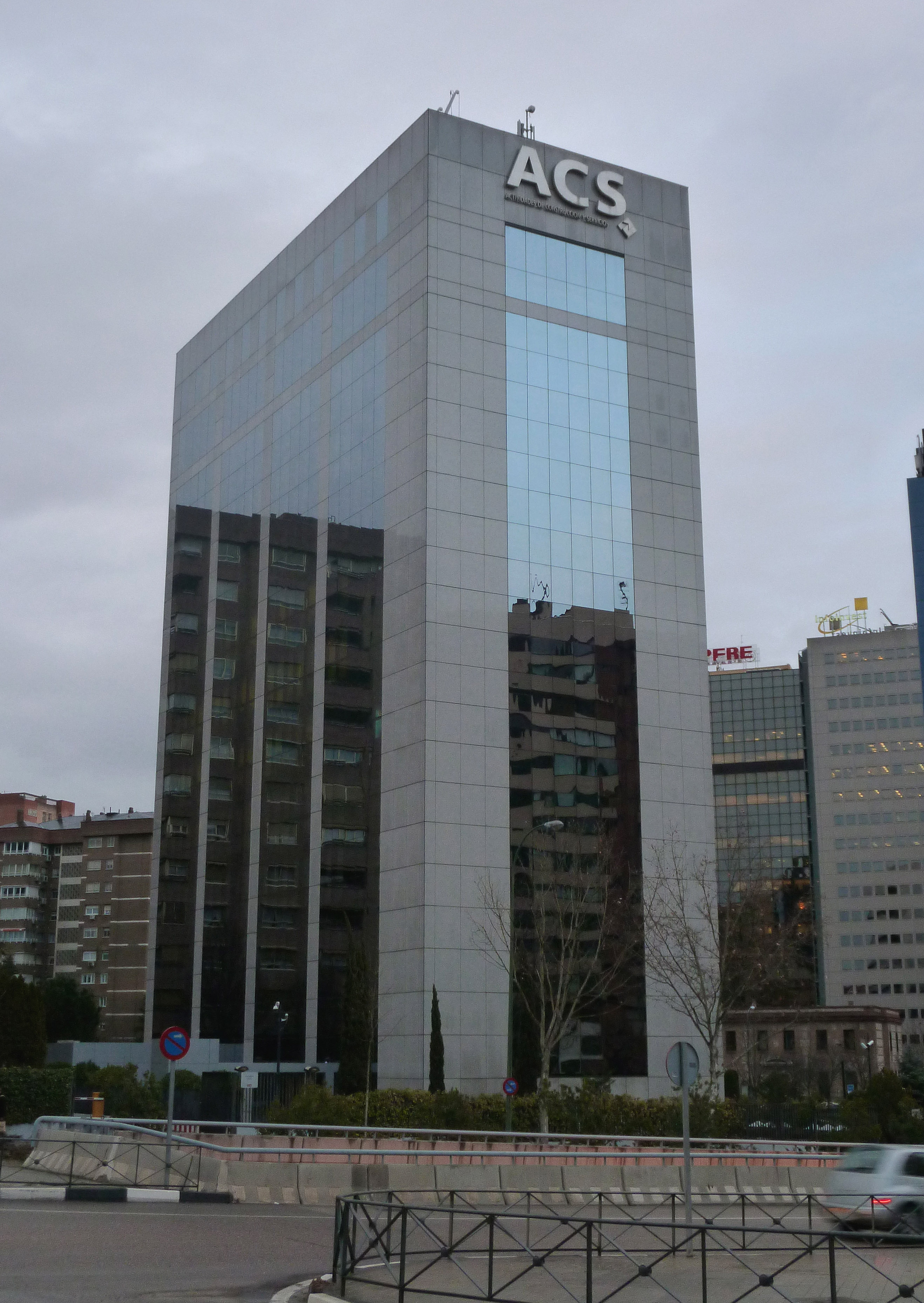
Sede social del Grupo ACS en Madrid

Fue creada tras la fusión de Ocisa, fundada en 1942, que agrupó a todas las empresas de los Bancos Hispano Americano y Urquijo, y Construcciones Padrós, fundada en 1968, que dio lugar a OCP Construcciones, en 1992, y posteriormente fusionadas, en 1997, con Ginés Navarro Construcciones, fundada en 1930, y Vías, fundada en 1928, ambas controladas por la familia March. El salto cuantitativo lo dieron en 2002 al comprar una participación de control en Dragados. En el año 2007, el Grupo ACS adquirió una participación significativa en Hochtief, uno de los líderes mundiales en el desarrollo de infraestructuras, con una fuerte presencia en Estados Unidos, Europa Central, Australia y el Sudeste Asiático. Esta operación proporcionó al Grupo ACS una plataforma para acelerar su expansión internacional. En septiembre de 2016, el Grupo ACS vendió Urbaser a la firma Firion Investments, lo que le supuso reducir una deuda que ascendía a más de 2500 millones de euros a finales de 2015.
En 2006 ACS compró un 10 % de Iberdrola, llegando ese mismo año a tener más de un 12% de la compañía eléctrica, en teoría de forma amistosa con el objetivo de evitar una OPA hostil por parte de empresas extranjeras, como terminó ocurriendo con Endesa. En 2010 la tensión entre ambas compañías llegó a su zénit, tras el veto a que consejeros de ACS entrasen en el consejo de la eléctrica por incompatibilidades debidas a las inversiones en otras compañías energéticas. Tras la completa desinversión hecha en Iberdrola e iniciada en 2016, ACS mantiene una importante participación en Hochtief, actualmente una de las primeras constructoras a nivel mundial.  
Entre los principales accionistas a lo largo de la historia de la compañía figuran la familia March, los "Albertos" (Alberto Alcocer y Alberto Cortina), Miquel Fluxà Rosselló y el mencionado Florentino Pérez, quien desde 2015 es el mayor accionista.
El año 2021 ACS vendió su negocio industrial (Cobra Group y SICE Tecnología y Sistemas) al grupo francés Vinci por 4.800 millones de euros.

## Áreas de actividad
La estructura descentralizada del Grupo ACS posibilita que su actividad se desarrolle a través de un extenso grupo de compañías especializadas que aseguran la presencia del Grupo en toda la cadena de valor del área de infraestructuras y servicios. Las principales áreas de actividad con sus respectivas empresas de cabecera son:
- Infraestructuras: Área orientada a la realización de proyectos de obra civil, edificación, servicios para infraestructuras y actividades relacionadas con el sector de la minería y el desarrollo y operación de concesiones de transporte. Entre las principales empresas se encuentran:

| Nombre de la empresa        | Notas              |
| --------------------------- | ------------------ |
| DRAGADOS                    |                    |
| DRAGADOS CANADÁ             |                    |
| DRAGADOS USA                |                    |
| HOCHTIEF Aktiengesellschaft |                    |
| TURNER CONSTRUCTION         | filial de Hochtief |
| FLATIRON                    | filial de Hochtief |
| CIMIC Group Limited         | filial de Hochtief |
| THIESS PTY LTD              | filial de Hochtief |
| CPB CONTRACTORS PTY         | filial de CIMIC    |
| ABERTIS                     |                    |
| PULICE                      | filial de Dragados |
| IRIDIUM                     |                    |
| VÍAS Y CONSTRUCCIONES       |                    |

- Servicios: Comprende la actividad de Clece, que ofrece servicios de mantenimiento integral de edificios, lugares públicos u organizaciones, así como asistencia a personas. En 2022 contaba con más de 76.000 empleados.

- Servicios Industriales: Área que se orienta a contratos y servicios de mantenimiento industrial así como servicios de soporte a las actividades operativas de los clientes. Se subdivide en tres áreas: redes, instalaciones especializadas y sistemas de control.

| ACS, Servicios Comunicaciones y Energía, S.L. |
| --------------------------------------------- |

## Sanciones
En julio de 2022, la Comisión Nacional de los Mercados y la Competencia (CNMC) impuso a Dragados una multa de 57,1 millones de euros por haber alterado durante 25 años, junto a otras importantes constructoras españolas, miles de licitaciones públicas destinadas a la edificación y obra civil de infraestructuras. Actualmente suspendida por la Audiencia Nacional de forma cautelar.

## Controversias judiciales
El grupo se ha visto envuelto en varias controversias judiciales, donde destaca el Proyecto Castor, el cual era propiedad de la empresa Escal UGS, de la que a su vez era dueña ACS. Debido a los sismos provocados por el almacén de gas Castor, se llegó a procesar por delito contra el medio ambiente a dos directivos y la propia empresa, debido a la ejecución de la obra a pesar de conocer «la potencial peligrosidad sísmica que podía acarrear»

## Participaciones significativas
ACS también participa siendo accionista de las siguientes empresas:
- Hochtief: 75,41 %
- Thiess: 60 %
- Abertis: 50 % (20 % a través de Hochtief)

## Accionistas
La lista de principales accionistas a 31 de diciembre de 2024 es la siguiente:
| Accionistas                       | Derechos de voto | Sociedad                                                                                                |  |
| --------------------------------- | ---------------- | --- |  |
| Florentino Pérez Rodríguez        | 14,50 %          | Rosán Inversiones, S.A.                                                                                 |  |
| Criteria Caixa                    | 9,36 %           | |  |
| Alberto Cortina y Alberto Alcocer | 4,97 %           | Imvernelin Patrimonio, S.L. Percacer, S.L. Comercio y Finanzas, S.L. Corporación Financiera Alcor, S.L. |  |
| BlackRock                         | 4,73 %           | |  |
| Juan Antonio Gárate Pasquín       | 1,68 %           | JAG, S.L.                                                                                               |  |

El número de acciones actual es de 271 664 594.

## Órganos de gobierno

### Consejo de Administración
Está compuesto por catorce miembros:
| Cargo                        | Consejero                     | Tipo          |
| ---------------------------- | ----------------------------- | ------------- |
| Presidente                   | Florentino Pérez Rodríguez    | Ejecutivo     |
| Consejero Delegado           | Juan Santamaría Cases         | Ejecutivo     |
| Vicepresidente               | Isidro Fainé Casas            | Dominical     |
| Vicepresidente               | Pedro López Jiménez           | Externo       |
| Consejera                    | Carmen Fernández Rozado       | Independiente |
| Consejera                    | Lourdes Fraguas Gadea         | Independiente |
| Consejera                    | María José García Beato       | Independiente |
| Consejero                    | Emilio García Gallego         | Independiente |
| Consejero                    | Mariano Hernández Herreros    | Dominical     |
| Consejera                    | Lourdes Máiz Carro            | Independiente |
| Consejera                    | Catalina Miñarro Brugarolas   | Independiente |
| Consejero                    | María Soledad Pérez Rodríguez | Dominical     |
| Consejero                    | José Eladio Seco Domínguez    | Independiente |
| Consejero Secretario General | José Luis del Valle Pérez     | Ejecutivo     |